# Ану (Јон)
Ану (фр. Annoux) насеље је и општина у источном делу централне Француске у региону Бургундија-Франш-Конте, у департману Јон која припада префектури Авалон.
По подацима из 2011. године у општини је живело 93 становника, а густина насељености је износила 10,37 становника/km². Општина се простире на површини од 8,97 km². Налази се на средњој надморској висини од 302 метара (максималној 332 m, а минималној 250 m).

## Демографија
| 1962. | 1968. | 1975. | 1982. | 1990. | 1999. | 2011. |
| ----- | ----- | ----- | ----- | ----- | ----- | ----- |
| 153   | 156   | 118   | 99    | 87    | 82    | 93    |

График промене броја становника у току последњих година